# Numismática

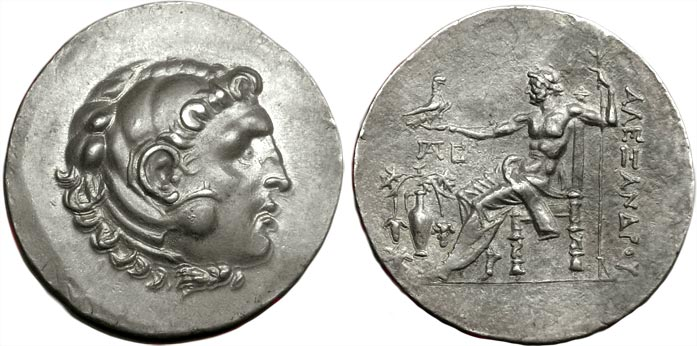
Un tetradracma con la figura de Alejandro Magno en buen estado de conservación (ca. 188-170 a. C.). En el reverso, Zeus sentado en el trono y la inscripción ALEXANDROU (ΑΛΕΞΑΝΔΡΟΥ) en vertical.

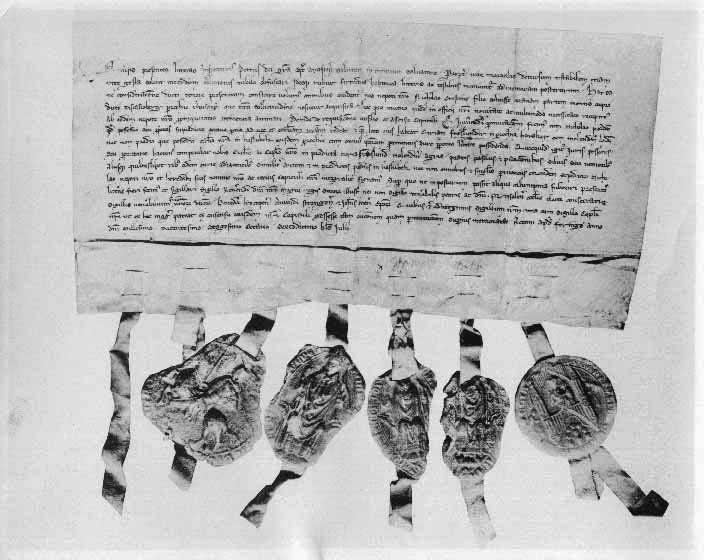
Acción emitida en 1288.

La numismática es el estudio o coleccionismo de divisas y otros objetos relacionados, tales como billetes, títulos valor y medallas. Abarca el estudio de la moneda y el pago, y da testimonio de la historia económica, comercial y política del ser humano. La numismática como disciplina y afición nace en el siglo xix y está relacionada con la epigrafía, la paleografía, la semiología y el arte. 
Además es una ciencia auxiliar de la arqueología y de la historia.
La ciencia numismática es de interés, ya que permite obtener conocimientos sobre los objetos usados en los intercambios y en la economía de distintos pueblos, también de su historia y costumbres.
Existen testimonios del uso de objetos monetiformes desde la prehistoria, miles de años antes de la invención de la escritura. Se han encontrado registros contables de alrededor del 5000 a. C en Mesopotamia, no obstante las primeras monedas de metal aparecen en el siglo VIII a. C. en Éfeso y Persia. El primer modelo bancario del que se tiene registro histórico data de la Antigua Roma. Desde época romana la moneda era una regalía, es decir, solo la puede acuñar el emperador, en especial la moneda de oro. El uso del papel moneda fue mucho más tardío, comenzó en la China del siglo XI. El primer banco europeo en emitir billetes fue el sueco Stockholms Banco, predecesor del Banco de Suecia (1866), el banco central más antiguo del mundo. En 1971, el presidente de Estados Unidos Richard Nixon anunció que el dólar estadounidense ya no sería convertible en oro, aboliendo el sistema del patrón oro.
Cuando se trata solo de papel moneda, se conoce como notafilia.
Existen otras dos ramas, la exonumia y la escripofilia, la primera relacionada con el estudio de los objetos monetiformes que no son moneda en un sentido estricto, tales como las fichas privadas o las medallas; y la segunda estudia los títulos y certificados con valor económico, principalmente acciones y bonos.
La numismática clásica se divide en dos partes:
- la descriptiva, que estudia la nomenclatura y las bases de la clasificación de las monedas y demás objetos.

- la histórica, que estudia la historia de la moneda y de los medios de pago.

## Etimología
El término numismática deriva del latín numismatis, genitivo de numisma, variante de nomisma ('moneda') y latinización del griego νόμισμα (nómisma, 'moneda corriente, costumbre') que deriva de νομίζω (nomízō, 'mantener o poseer una costumbre o unos usos, utilizar según costumbre') y este a su vez de νόμος (nómos, 'uso, costumbre, ley'), derivado en última instancia de νέμω (nemō, 'dispensar, dividir, asignar, mantener').

## Historia
La evolución de la numismática podría englobarse en dos grandes tipos de épocas:
a) Épocas en las que fueron utilizadas monedas no metálicas. Se producía un intercambio "natural" entre mercancías y productos codiciados para el uso y el consumo. Los pueblos típicamente artesanos y marinos emplearon igualmente, como moneda, sus productos comunes de más valor y, a veces, productos que nos parecen inverosímiles, tales como las conchas y los dientes de cetáceo, las telas, etc. Así, por ejemplo, los pueblos cazadores utilizaban las pieles como intercambio y los pueblos agricultores los productos de la tierra. Popularmente conocido como "trueque".
b) Épocas en que se utilizaron los metales como moneda. En un principio los utensilios de metal y los lingotes de oro constituyeron la "moneda" que sustituyó a los productos de cambio en las transacciones comerciales. El peso, probablemente, determinó la constitución de la primera escala de valores completa. Un paso decisivo fue la impresión o grabado de un sello oficial que garantiza y certifica el peso fijo del lingote.

### La moneda metálica
Sobre su invención existen opiniones diversas. Para algunos el rey de Argos, Fidón, acuñó las primeras monedas de plata en la isla de 
Egina. Otros dicen que fueron los lidios, s.VI a. C. Tesis más recientes dicen que fueron los banqueros de la Jonia Meridional hacia el s. VII a. C. 
Los elementos que la formaron fueron, como dice san Isidoro en sus Etimologías, la materia o material empleado, la ley que señala «el grado de pureza del metal y la forma o figura, garantía del poder público que le da valor legal como tal».
Es posible que el coleccionismo de monedas ya existiera en la Antigüedad. César Augusto regalaba como obsequio en las Saturnales "monedas de todo tipo, incluidas piezas antiguas de los reyes y dinero extranjero".
El primer libro sobre monedas fue De Asse et Partibus (1514) de Guillaume Budé. Durante los primeros años del Renacimiento, la realeza y la nobleza europeas coleccionaban monedas antiguas.  Coleccionistas de monedas fueron el Papa Bonifacio VIII, el Emperador Maximiliano del Sacro Imperio Romano Germánico, Luis XIV de Francia, Fernando I, el Elector Joaquín II Héctor, Elector de Brandeburgo, que inició el gabinete de monedas de Berlín, y Enrique IV de Francia por nombrar algunos.  La numismática recibe el nombre de "afición de reyes", debido a sus fundadores más estimados.
En el siglo XX, las monedas ganaron reconocimiento como objetos arqueológicos, y estudiosos como Guido Bruck del Kunsthistorisches Museum de Viena se dieron cuenta de su valor para proporcionar un contexto temporal y de la dificultad a la que se enfrentaban los conservadores a la hora de identificar monedas desgastadas utilizando la literatura clásica. Tras la Segunda Guerra Mundial, en Alemania se puso en marcha un proyecto, Studien zu Fundmünzen der Antike (Hallazgos de monedas del periodo clásico), para registrar todas las monedas encontradas en Alemania. Esta idea encontró sucesores en muchos países.
La obra de la sinóloga inglesa Helen Wang "A short history of Chinese numismatics in European languages" (2012-2013) ofrece un esbozo de la historia de la comprensión de la numismática china por parte de los países occidentales. Les amis des monnaies, de Lyce Jankowski, es un estudio en profundidad de la numismática china en China en el siglo XIX.

## Numismática moderna
En la acepción moderna del término, que empieza a usarse a mediados del siglo XX, la numismática es el estudio científico del dinero en todas sus variadas formas. Aunque a los numismáticos a menudo se los caracteriza como estudiantes de las monedas, la disciplina actual incluye también el estudio de otras formas modernas del dinero y muchos aspectos con él relacionados, incluyendo su uso, historia, geografía, arte, economía, metalurgia, procesos de manufactura, etc.
Entre otras formas modernas del dinero que estudia la numismática estarían el cheque, el papel moneda o billete, la acción y el bono (escripofilia), la tarjeta de crédito y la ficha monetaria (monetiformes). Para agrupar estos elementos en una sola categoría se ha adoptado un término; la exonumia. Esta palabra es utilizada en su mayoría por los coleccionistas de habla inglesa.
Aunque en general los estudios económicos e históricos del uso y el desarrollo del dinero están separados del estudio del dinero físico que hace la numismática, existe no obstante relación entre ambos; las teorías del origen del dinero dependen de la numismática, por ejemplo. En este sentido la numismática juega un papel importante, ya que a través de las monedas (tiradas especiales, cambios de material, etc.) consiguen descifrarse y comprenderse asedios, motivos reales e imperiales, flujos económicos, etc.

## Numismáticos y coleccionistas

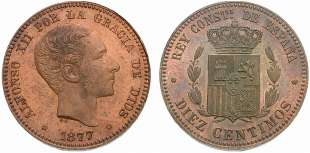
Moneda de 10 Céntimos de Alfonso XII.

Los numismáticos son a veces diferenciados de los coleccionistas en tanto que los últimos básicamente derivan su placer de la simple posesión de objetos monetarios, mientras que la atención de los primeros se centra en la adquisición de conocimientos sobre ellos. De hecho, muchos numismáticos son también coleccionistas y algunos coleccionistas muestran interés por el conocimiento de sus objetos de colección.

## Catalogación según conservación

### Monedas
Hay que tener en cuenta que esta clasificación está sujeta a cambios de valoración según las circunstancias históricas en torno a la acuñación de las monedas (y otros efectos de función similar). De este modo encontramos monedas muy maltratadas o bien con defectos de fabricación que por ser escasas o incluso, gracias a esos defectos, consiguen un valor mucho mayor.
- Sin circular (S/C): piezas que no han tenido mucha circulación en el mercado, pero han sido destinadas para ello. No tienen defectos.

- Excelente buena conservación (EBC): no tiene imperfecciones apreciables a simple vista, pero contiene las huellas propias de una breve circulación y algunos pequeños golpes .

- Muy buena conservación (MBC): buena conservación, pero ha estado claramente en curso y tiene más golpes y hasta rayones .

- Buena conservación (BC): su valor numismático llega a ser la mitad de la MBC. La circulación y las imperfecciones son evidentes y marcadas .

- Regular conservación (RC): tiene arañazos, abolladuras, relieves desgastados y otros desperfectos de esta índole.

- Mala conservación (MC): sus leyendas y dibujos son ilegibles o prácticamente ilegibles. El metal ya no brilla y las imperfecciones son grandes: grietas, abolladuras grandes, erosión del canto, partes rotas u oxidadas etc.

Cuando una moneda está entre dos categorías, se indica con una barra o pleca inclinada, por ejemplo: EBC/MBC. Se añaden símbolos + o - tras una categoría para indicar caracteres intermedios.

### Papel moneda
En cualquier variante (billete, pagaré, letra de cambio, cheque, cédula)
- Sin Circular  (S/C). Pieza nueva que no ha circulado y cuya conservación es perfecta.

- Excelentemente bien conservado (EBC): Muy escasa circulación. Estado de conservación excelente.

- Muy bien conservado (MBC): La circulación es patente en pequeños pliegues y suciedades, pero no existen desgarros ni otras imperfecciones mayores.

- Bien conservado (BC): Huellas evidentes de circulación, como suciedades, pérdida de color y pequeños desgarros.

- Regularmente conservado (RC): Falta hasta 1/8 de la superficie original del billete. Presencia de desgarros, suciedad y agujeros.

- Mala conservación (MC): Ilegibilidad de leyendas y mutilaciones graves.

## Vocabulario esencial
- Anverso (cara, recto, águila): Cara principal que suele presentar un retrato o un escudo. Indica qué personaje o entidad emite la moneda.
- Reverso (cruz, sello, sol): Cara secundaria donde se indica el valor monetario. Puede contener escenas sociales, históricas, religiosas, políticas, etc. Está más liberada al no contener información "rígida" como el anverso.
- Canto: Grosor de la pieza, normalmente trabajado geométricamente. También puede presentar leyendas.
- Módulo: Diámetro de la circunferencia que enmarca la pieza.
- Peso: De la moneda, expresado en gramos.
- Ley: Relación entre el metal principal del que se nutre la pieza y el resto de materiales.
- Aleación: Unión homogénea de dos o más materiales.
- Impronta: Leyendas y figuras de las dos caras de la moneda.
- Tipo: Elementos figurativos de cada cara.
- Estilo: Manera de ejecución de cada tipo.
- Leyenda: Cada una de las inscripciones escritas de cada cara. Pueden no existir.
- Motivo: Retratos, escudos y otros dibujos/relieves.
- Campo: Espacios libres y superficies lisas
- Exergo: Es todo lo que queda por debajo del borde sobresaliente que aparece a veces, generalmente en el reverso, que suele contener leyendas relativas a la fecha de acuñación y otros datos relativos.
- Pátina: Gama de colores producto de la oxidación de los metales o combinación con otros elementos del ambiente.
- Marca de ensayador: Letra o símbolo que hace referencia al responsable de la emisión monetaria que la porta.

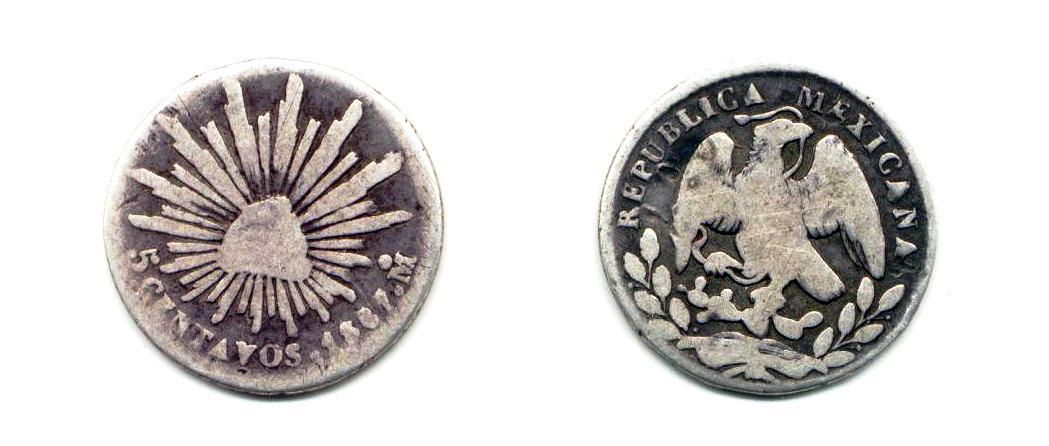
Moneda mostrando su anverso y reverso.
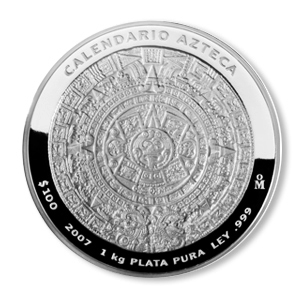
Moneda indicando su peso (1 kg).
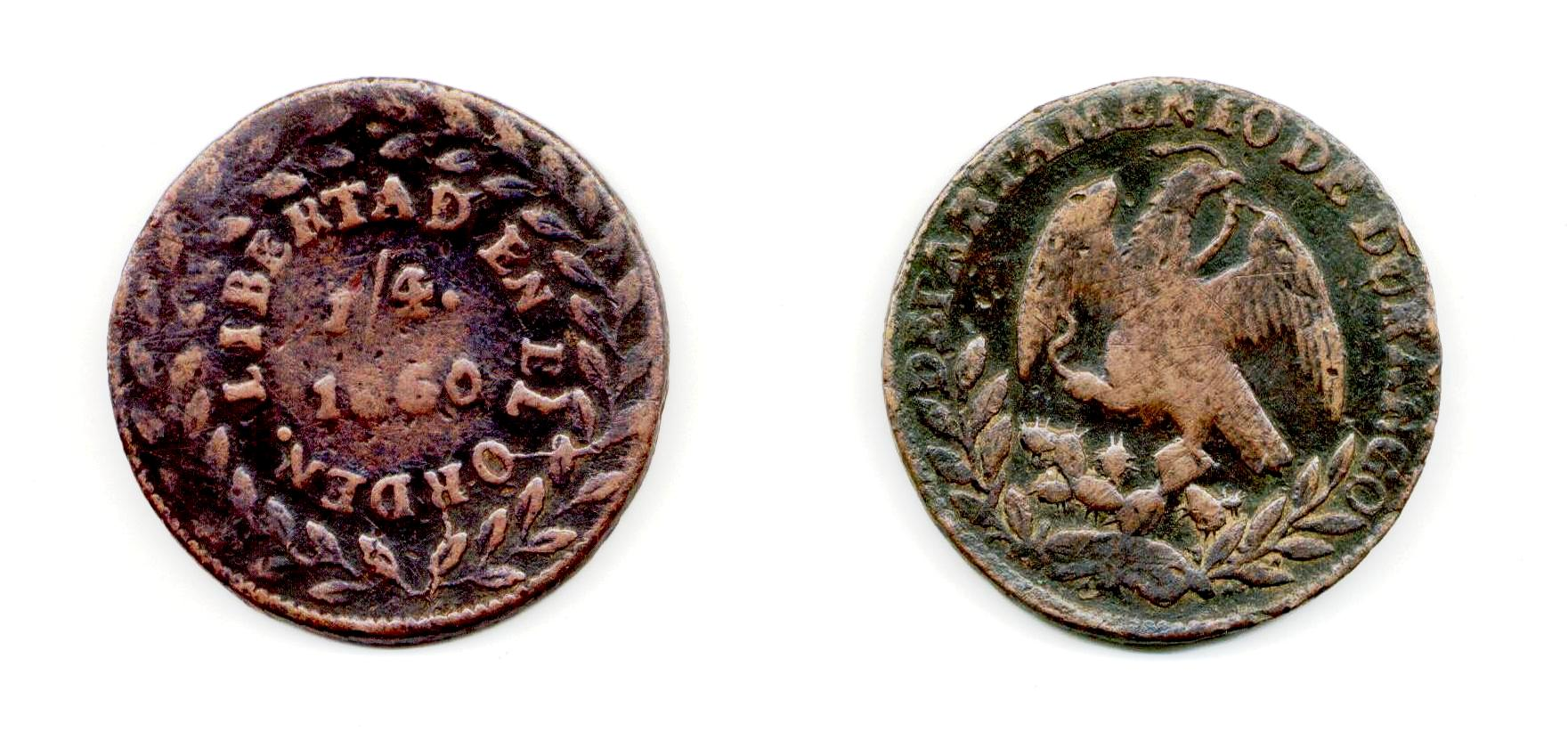
Moneda mostrando las leyendas "LIBERTAD EN EL ORDEN" y "DEPARTAMENTO DE DURANGO".
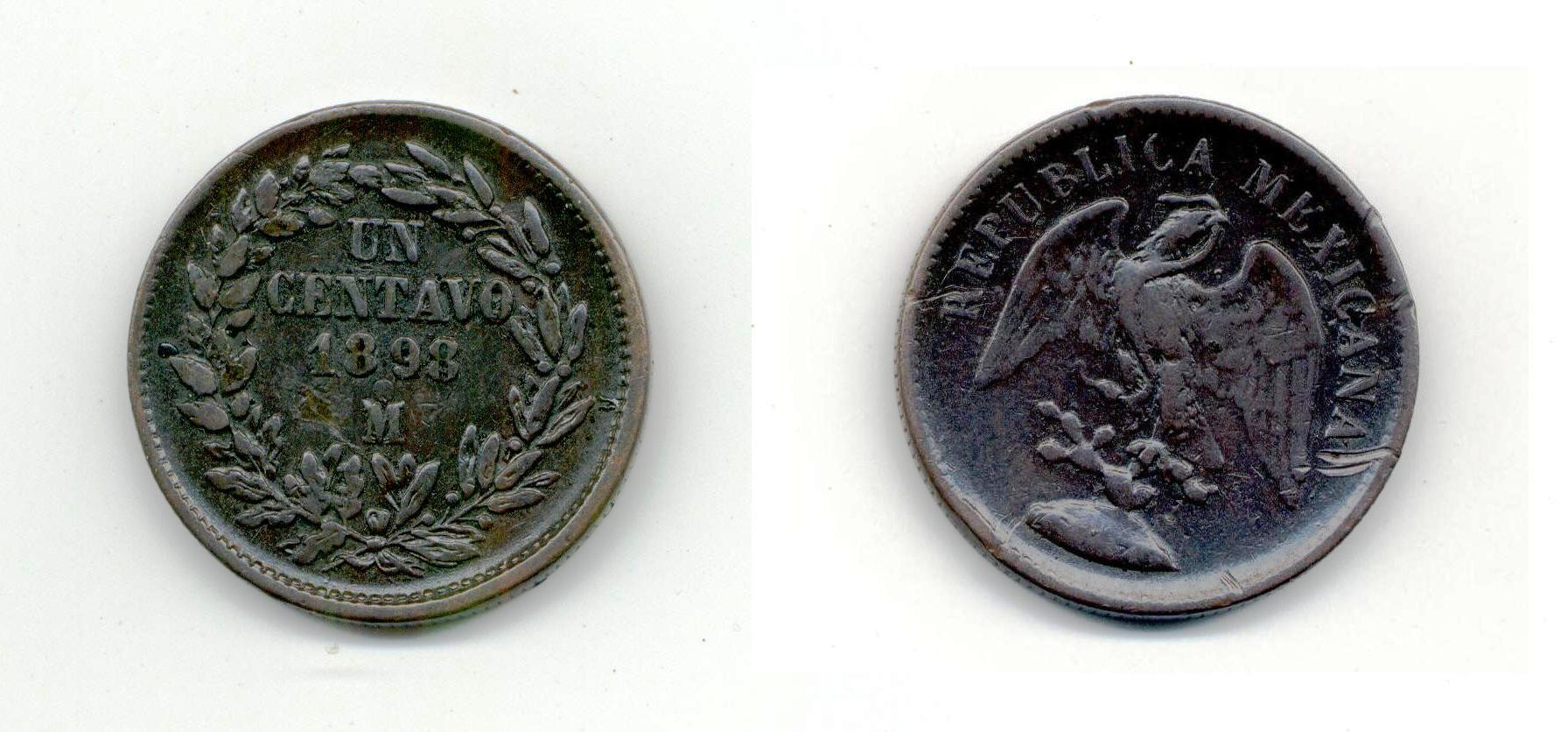
Moneda con pátina de carbonato de cobre de color verde.

## Defectos presentados en monedas
- Cospel laminado: El cospel se rompe en forma de láminas.
- Cospel sin acuñar: El cospel no muestra impronta en sus caras.
- Clipet: El cospel muestra una o varias "mordidas".
- Doble troquel o cuño doblado: El cospel presenta doble impronta en sus caras.
- Cud o descantillado : El cospel no muestra parte de la impronta debido a ruptura de una orilla del troquel.
- Troquel quebrado: El cospel muestra parte de su impronta partes faltantes como resultado de la ruptura del diseño del troquel.
- Troquel desgastado: El cospel muestra "desvanecimientos" en su impronta.
- Cospel equivocado: El cospel muestra la impronta de un troquel equivocado.
- Incisas o con muesca: El cospel muestra señales de la introducción de otro cospel por la ausencia de impronta en la parte donde este se encimó sobre el primero.
- Moneda descentrada: El cospel presenta una impronta desplazada respecto al centro del mismo.
- Troqueles rotados: El cospel presenta una de sus improntas "girada" cierto número de grados respecto a la posición que debería originalmente tener respecto a la otra.

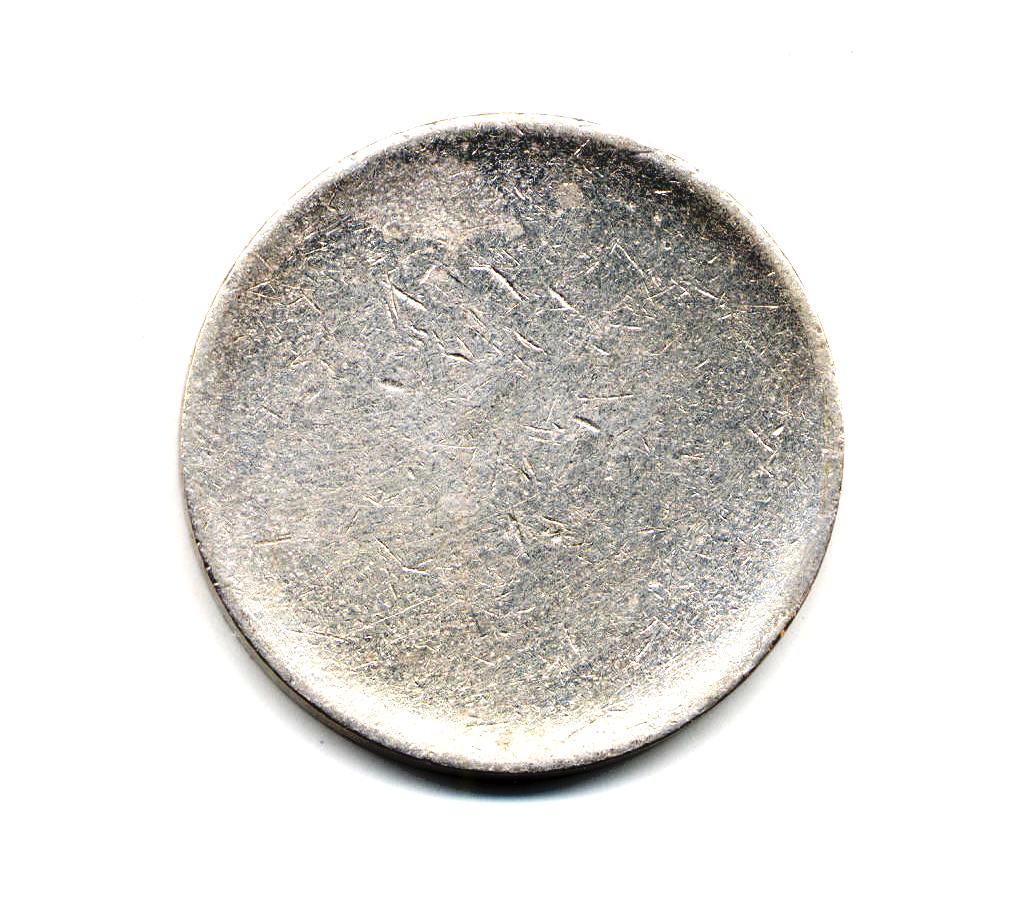
Cospel sin acuñar de una moneda.
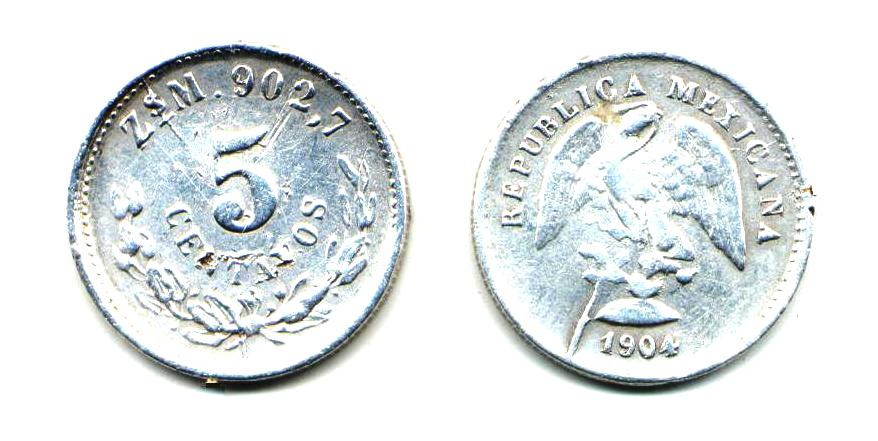
Troquel rajado.
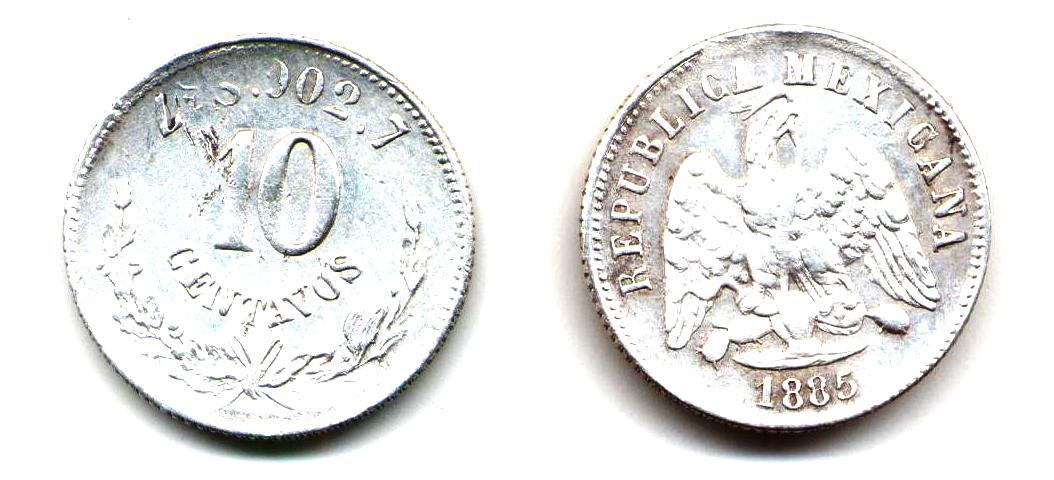
Troquel tapado.

## Enlaces  externos
- Asociación Numismática Española (ANE)
- American Numismatic Society (ANS)
- Sociedad Numismática de Monterrey (SNMTY)
- American Numismatic Association (ANA) - Asociación Numismática Americana de Estados Unidos

- Datos: Q631286
- Multimedia: Numismatics / Q631286